# Royal Trophy 2012
De Royal Trophy van 2012 was de zesde editie van het golftoernooi, waarbij een team van Europese spelers het opnam tegen een team van Aziatische spelers. Het toernooi werd voorheen in januari gespeeld, in 2012 vond het plaats van 11-16 december.
De eerste vijf edities werden in Thailand gespeeld, deze zesde editie werd op de Empire Hotel & Country Club in Jerudong, Brunei gespeeld.
Voor het eerste eindigde het toernooi in een gelijkspel, beide teams hadden 8 punten. Er werd besloten een play-off te spelen (bij de Ryder Cup behoudt bij gelijke stand de vorige winnaar de trofee). Nicolas Colsaerts en Francesco Molinari moesten een fourball spelen tegen  K.T. Kim en Y.E. Yang. Op de eerste extra hole maakte Kim een birdie waardoor Azië de trofee won.

## Teams
| Europa                       | Azië                           |
| ---------------------------- | ------------------------------ |
|                              | Joe Ozaki, non-playing captain |
| José María Olazabal, captain | Kiradech Aphibarnrat           |
| Nicolas Colsaerts            | Sang-moon Bae                  |
| Gonzalo Fernández-Castaño    | Yoshinori Fujimoto             |
| Miguel Ángel Jiménez         | Ryo Ishikawa                   |
| Edoardo Molinari             | KT Kim                         |
| Francesco Molinari           | Jeev Milkha Singh              |
| Marcel Siem                  | Ashun Wu                       |
| Henrik Stenson               | Y.E. Yang                      |

## Schema
- 14 december (vrijdag): 4 foursomes, Europa won met 3½ - ½
- 15 december (zaterdag): 4 fourballs, Azië won met 3 - 1
- 16 december (zondag): 8 singles, Azië won met 4½ - 3½

Totaal: beide teams hadden 8 punten.